# 허리케인 아이크
허리케인 아이크는 2008년 제3호 허리케인이자 미국 역사상 3번째로 피해총액이 높은 허리케인이다. 허리케인 아이크는 도미니카 공화국과 쿠바, 미국 텍사스주, 루이지애나주에 극심한 피해를 남겼다.

## 같이 보기
- 허리케인 하비